# Alojzy Wojtowicz

Alojzy Wojtowicz z żoną Teresą Wojtowicz

Alojzy Wojtowicz ps. „Jurand”, „Głowacki” (ur. 27 grudnia 1918 w Hanaczowie, zm. 13 grudnia 1992 w Nowej Soli) – porucznik Armii Krajowej, członek WiN, uczestniczył w obronie Hanaczowa, Sprawiedliwy wśród Narodów Świata. Po drugiej wojnie światowej został dyrektorem szkoły w Mirocinie Górnym .

## Dzieciństwo i młodość
Urodził się 27.12.1918 roku w Hanaczowie (powiat Przemyślany). Syn Szczepana i Katarzyny (z domu Prochera), miał dwóch braci: Antoniego i Kazimierza. W młodości uczęszczał do III Państwowego Gimnazjum imienia Stefana Batorego we Lwowie, w którym uzyskał świadectwo maturalne, następnie studiował weterynarię na Uniwersytecie Lwowskim.

## Po wybuchu drugiej wojny światowej
W związku z wybuchem wojny Alojzy Wojtowicz przerwał naukę na Uniwersytecie Lwowskim podczas pierwszego roku studiów (nigdy ich nie ukończył) i został powołany do Obrony Narodowej jako dowódca drużyny do walki z dywersją niemiecką. Po kampanii wrześniowej pomagał w tworzeniu się organizacji wojskowej „Służba Zwycięstwu Polski”. Został zaprzysiężony w listopadzie 1939 roku i powołany na zastępcę komendanta rejonu SPZ w Hanaczowie. We wrześniu 1939 roku ukrywał w gospodarstwie swoich rodziców dwóch oficerów policji i jednego oficera WP .
Zajmował się organizacją pomocy dla rodzin oficerów i inteligencji polskiej, którym groziła wywózka do ZSRR. W połowie 1940 roku dostarczał wiadomości i żywność żołnierzom polskim internowanym w obozie w Podsosnowie. Po wybuchu wojny niemiecko-radzieckiej Alojzy Wojtowicz przygotował przeprowadzoną 26.06.1941 roku akcję na straż NKWD konwojującą polskich jeńców wojskowych w głąb ZSRR. Niektórym żołnierzom WP udało się zbiec.
Na jesieni 1941 roku współtworzył Rejon ZWZ Hanaczów. W połowie 1942 ukrywał Żydów z Hanaczowa przeznaczonych przez Niemców do wywózki do gett. Na początku 1943 roku brał udział w szeregu akcji dywersyjnych m.in. w ataku na niemiecką i ukraińską komendzie policji w Podhoryszczach, gdzie zdobyto duże ilości broni, czy w podpalaniu niemieckich stert zboża w powiecie Przemyślany. Kilka dni po podpaleniu zboża w rejonie Przemyślany zjawiły się oddziały SS, co spowodowało wycofanie oddziału partyzanckiego w lasy romanowsko-kocurowskie. W związku z tym Alojzy Wojtowicz musiał ukryć w Hanaczowie ponad 80 Żydów. Gdy 2.09.1943 roku oddziały SS przeprowadziły pacyfikacje lasów hanaczowsko-świrskich, nie udało im się odnaleźć ani partyzantów, ani większej ilości ludności żydowskiej. Prawdopodobnie znaleziono około 8 Żydów, którzy nie zdążyli uciec z lasu. 
Uczestniczył w pierwszej obronie Hanaczowa, kierował wraz z S. Dietriechem obroną plebanii jak i udzielał pierwszej pomocy rannym. Był częścią sztabu obrony Hanaczowa. W listopadzie 1944 roku dowodził oddziałem atakującym konwój wojsk niemieckich pod Słowitą. Alojzy Wojtowicz pomagał także grupie dywersyjnej Nikołaja Kuzniecowa, która dokonała zamachu na wicegubernatora Bauera we Lwowie.
Podczas drugiego napadu na Hanaczów Alojzy zbierał rannych z pola walki i opatrywał ich. Dnia 11.04.1944 konwojował ciężko rannych żołnierzy z Hanaczowa do Lwowa. Po ataku na oddział SS 20.04.1944 roku zachorował na tyfus i został powołany przez majora Anatola Sawickiego na oficera informacyjnego oddziału dywersyjnego. Na wniosek majora Anatola Sawickiego dnia 16.04.1945 został odznaczony Srebrnym Krzyżem Orderu Virtuti Militari. W czerwcu 1945 ukończył szkołę podchorążych ze stopniem podporucznika.
Podczas akcji „Burza” po 2-tygodniowej współpracy z oddziałami Armii Czerwonej w wyzwalaniu terenów położonych na południowy wschód od Lwowa jego oddział został rozbrojony, a Alojzy zaczął używać fałszywego nazwiska Jan Brzoza, którym posługiwał się w czasie okupacji niemieckiej.

## Po wojnie

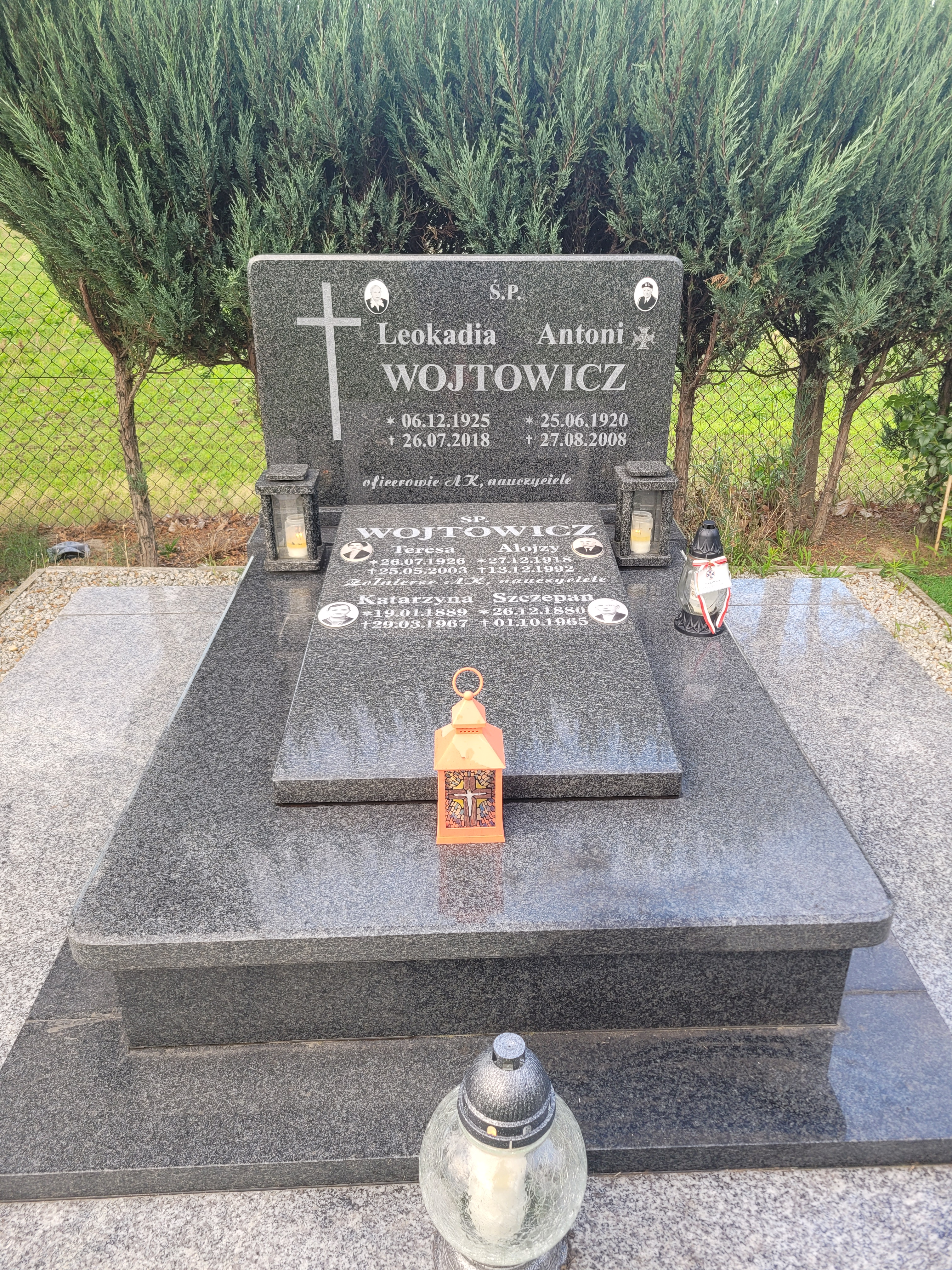
Grób rodzinny znajdujący się na cmentarzu w Mirocinie Górnym w którym leży Alojzy Wojtowicz

W grudniu 1945 roku uczestniczył w zorganizowaniu Eksterytorialnego Okręgu WiN Lwów stworzonego w celu wspomaganiu aliantów zachodnich w wypadku wybuchu wojny między nimi a ZSRR. Pod koniec grudnia 1945 został powołany na szefa informacji i propagandy Eksterytorialnego Dolnośląskiego Inspektoratu Okręgu WiN z siedzibą we Wrocławiu. Współtworzył siatkę wywiadowczą w województwie Wrocławskim jak i w części województwa poznańskiego . Niektóre zdobyte informacje przekazywał do Rządu Polskiego na Emigracji. W latach 1946–1951 studiował historię i filologię na Uniwersytecie Wrocławskim i od 1946 roku był współredaktorem nielegalnego pisma „Niezależność” tworzonego we Wrocławiu. Po ujawnieniu się pracował początkowo jako nauczyciel, a potem jako dyrektor Szkoły Podstawowej i Rolniczej w Mirocinie Górnym i Kożuchowie. W roku 1960 uzyskał kwalifikacje zawodowe nauczycielskie zdając uproszczony egzamin z zakresu programu studium nauczycielskiego.
W roku 1948 ożenił się z Teresą Wojtowicz (z domu Kirmałow), łączniczką II pułku i I brygady Kadrowej V Dywizji Lwowskiej. Miał z nią trójkę dzieci: Barbarę (ur. 12.04.1949), Grzegorza (ur. 08.03.1953) i Tadeusza (ur. 30.03.1960).
W 1976 roku dołączył do Związku Bojowników o Wolność i Demokrację, posiadał status kombatanta. W marcu 1992 roku dołączył do Światowego Związku Żołnierzy Armii Krajowej. 1991 roku został awansowany do stopnia porucznika. Wraz z bratem Antonim Wojtowiczem napisał książkę „Kronika Małej Ojczyzny w Lwowskim Okręgu” (wydana w 1992 roku).

Zmarł 13 grudnia 1992 roku. Został pochowany z honorami wojskowymi na cmentarzu w Mirocinie Górnym.

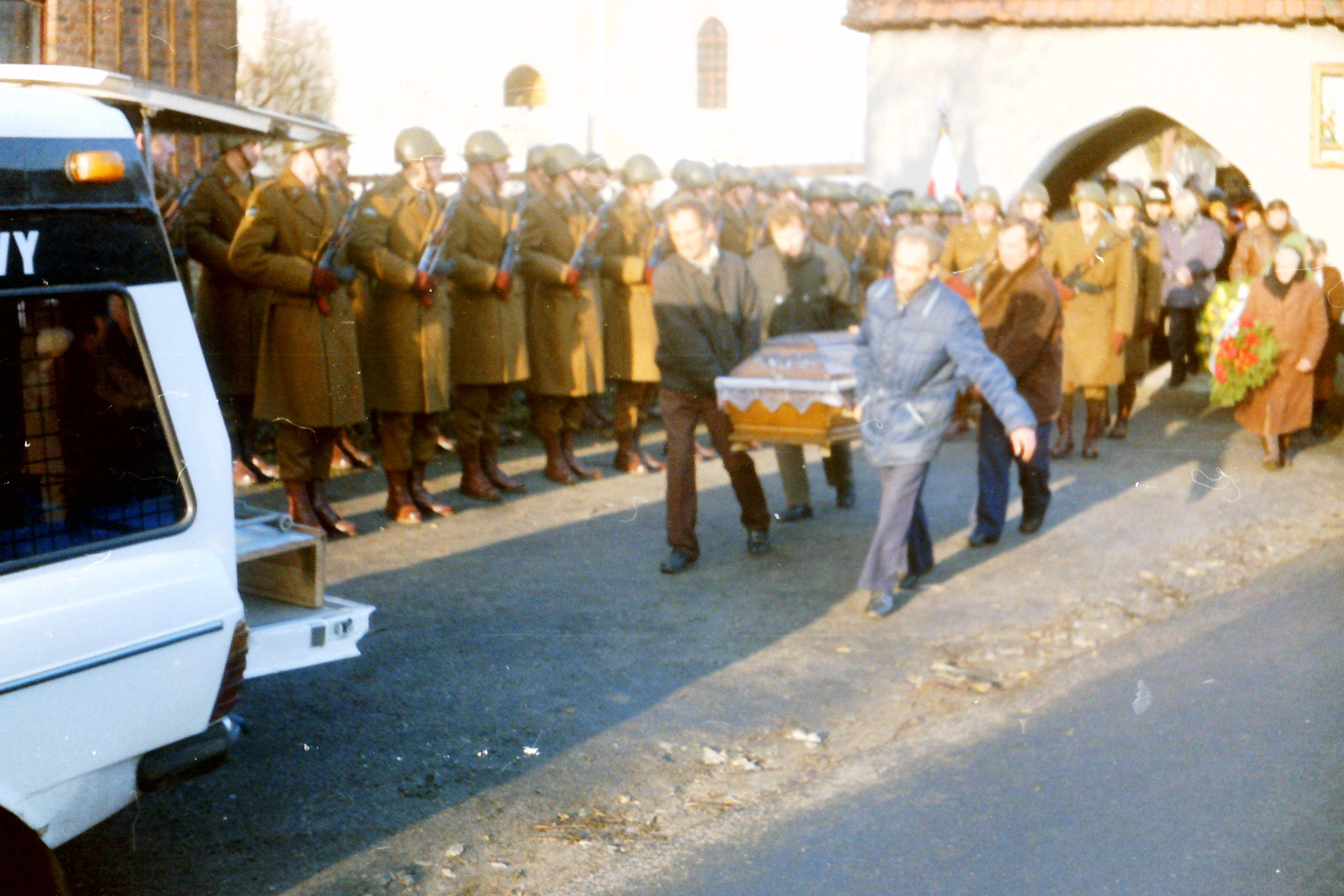
Pogrzeb Alojzego Wojtowicza

## Odznaczenia
Alojzy Wojtowicz został uhonorowany następującymi odznaczeniami :
- Krzyż Walecznych
- Krzyż Armii Krajowej
- Krzyż Partyzancki
- Krzyż II Obrony Lwowa
- Krzyż WiN
- Krzyż Srebrny Orderu Virtuti Militari
- Krzyż Kawalerski Orderu Odrodzenia Polski
- Złoty Krzyż zasług PRL
- Medal Wojska
- Medal „Sprawiedliwy wśród Narodów Świata”[5]
- Medal 40-lecia Polski Ludowej
- Odznaka „Honorowa za zasługi w rozwoju województwa Zielonogórskiego”
- Odznaka „Zasłużonego Obywatela Ziemi Nowosolskiej”
- Odznaka "Za zasługi dla ZBoWiD"
- Odznaka 1000-lecia Państwa Polskiego